# Проспект (Луїзіана)
Проспект (англ. Prospect) — переписна місцевість (CDP) в США, в окрузі Ґрант штату Луїзіана. Населення — 380 осіб (2020).

## Географія
Проспект розташований за координатами 31°26′55″ пн. ш. 92°30′0″ зх. д. / 31.44861° пн. ш. 92.50000° зх. д. (31.448674, -92.500107).  За даними Бюро перепису населення США в 2010 році переписна місцевість мала площу 3,83 км², з яких 3,82 км² — суходіл та 0,01 км² — водойми.

## Демографія
Згідно з переписом 2010 року, у переписній місцевості мешкало 476 осіб у 170 домогосподарствах у складі 127 родин. Густота населення становила 124 особи/км².  Було 179 помешкань (47/км²).
Расовий склад населення:
| - 95,4 % — білих - 0,6 % — корінних американців - 0,6 % — чорних або афроамериканців - 0,4 % — азіатів |

До двох чи більше рас належало 2,9 %. Частка іспаномовних становила 0,2 % від усіх жителів.
За віковим діапазоном населення розподілялося таким чином: 28,2 % — особи молодші 18 років, 60,0 % — особи у віці 18—64 років, 11,8 % — особи у віці 65 років та старші. Медіана віку мешканця становила 34,5 року. На 100 осіб жіночої статі у переписній місцевості припадало 100,0 чоловіків;  на 100 жінок у віці від 18 років та старших — 108,5 чоловіків також старших 18 років.
Цивільне працевлаштоване населення становило 230 осіб. Основні галузі зайнятості: освіта, охорона здоров'я та соціальна допомога — 45,7 %, публічна адміністрація — 20,4 %, будівництво — 15,2 %.